# Antoni Montserrat i Carrasqué
Antoni Montserrat i Carrasqué (Barcelona, 9 d'agost de 1919 - Barcelona, 15 de novembre de 1988) fou un futbolista català de la dècada de 1940.

## Trajectòria
Es formà al CE Júpiter. Acabada la Guerra Civil espanyola marxà a Galícia per realitzar el servei militar, fet que aprofità per fitxar pel Celta de Vigo. L'any 1941 fitxà pel Deportivo de La Coruña, club amb el qual jugà 11 partits a primera divisió. La següent temporada ingressà al FC Barcelona, on jugà dues temporades (de 1942 a 1944), però la competència amb homes com Curta, Elias o Calvet, provocà que no gaudís de gaire minuts, disputant només 9 partits de lliga. La temporada 1944-45 jugà al CE Sabadell, que també era a Primera, participant en cinc partits de lliga. A continuació defensà els colors del CF Igualada, del CD La Bisbal, del FC Martinenc, el CD Valls, la UE Sant Andreu i la CF Ripoll.
Disputà dos partits amb la selecció catalana de futbol els anys 1942 i 1944.